# アーロン・シングラー
アーロン・シングラー（Aaron Shingler、1987年8月7日 - ）は、プロ14スカーレッツに所属するラグビー選手。かつてはクリケットの選手だった。

## プロフィール
- イングランド・オールダーショット出身。
- ポジションはフランカー(FL)。
- 身長 197cm、体重 105kg
- ウェールズ代表キャップは27（2021年1月現在）でラグビーワールドカップ2019のウェールズ代表に選ばれた[2]。

## 略歴
ラネリーRFCを経て、2008年、スカーレッツに加入。